# ریموند گوتالس
ریموند گوتالس (انگلیسی: Raymond Goethals؛ ۷ اکتبر ۱۹۲۱ – ۶ دسامبر ۲۰۰۴) یک سرمربی فوتبال اهل بلژیک بود.